# Smilcena Paleologina
Smilcena Paleologina (bułg.: Смилцена, Smilcena) – nieznana z imienia żona cara bułgarskiego Smilca. Księżniczka bizantyńska i caryca, w latach 1298 – 1299 regentka. Matka cara Iwana IV Smilca.

## Caryca
Smilcena była córką Konstantyna Angelosa Komnena Dukasa Paleologa i Ireny Komneny Laskariny Branainy. Dokumenty historyczne nie przekazały jej imienia.
Smilec, jej przyszły mąż, był bojarem bułgarskim, który za panowania cara Jerzego I Tertera (1280-1292) zawładnął znacznymi terenami w środkowej Bułgarii (w Średniogórzu i nad dolną Maricą, aż po gród Sliwen). Żonaty z córką cara Konstantyna Ticha, która zmarła około 1292 roku; miał z nią troje dzieci:
- syna Iwana, który obrał stan zakonny,
- córkę Teodorę, która została wydana za przebywającego w niewoli tatarskiej nieślubnego syna Stefana Milutina, Urosza, przyszłego króla Serbii Stefana Deczańskiego
- oraz nieznaną z imienia córkę[1].

Po ucieczce Jerzego I Tertera przed najazdem tatarskim, Smilec został w 1292 roku wyniesiony na tron carski przez stronnictwo protatarskie. Mniej więcej w tym czasie Smilcena wyszła za niego za mąż. Z małżeństwa tego urodził się syn:
- Iwan[1].

Smilec zmarł w 1298 roku pozostawiając następcę tronu mającego nie więcej niż 6 lat. 
|  |                   |                           |                            |                            |                            |                        |                                    |                                    |  |  |  |
|  |                   | 1 córka Konstantyna Ticha | 1 córka Konstantyna Ticha  | Smilec (panował 1292–1298) | Smilec (panował 1292–1298) | 2 Smilcena Paleologina | 2 Smilcena Paleologina             |                                    |  |  |  |
|  |                   |                           |                            |                            |                            |                        |                                    |                                    |  |  |  |
|  |                   | 1                         | 1                          | 1                          | 1                          | 1                      | 1                                  | 2                                  |  |  |  |
|  | Iwan mnich Joasaf | Iwan mnich Joasaf         | Teodora ∞ Stefan Deczański | Teodora ∞ Stefan Deczański | NN córka ∞ Eltimir         | NN córka ∞ Eltimir     | Iwan IV Smilec (panował 1298–1299) | Iwan IV Smilec (panował 1298–1299) |  |  |  |

## Regentka
Chcąc zachować prawa syna do korony zagrożone przez opozycję wewnętrzną oraz interwencję tatarską, carowa wdowa przyzwała wygnanego przez męża despotę Eltimira, brata cara Jerzego I Tertera i oddała mu za żonę córkę męża z pierwszego małżeństwa, przyznając mu władzę nad ziemią kryńską w dolinie rzeki Tundży. Starała się też wykorzystując poparcie swego zięcia, syna króla serbskiego Stefana Milutina zawrzeć przymierze z Serbią. Najwyraźniej udało jej się pokonać braci męża, Radosława i Wojsiła, dążących do przejęcia władzy w państwie, którzy ratowali się ucieczką na dwór bizantyński i oddali się na usługi rządu greckiego. Próby zawarcia przymierza z królem serbskim zakończyły się natomiast niepowodzeniem.
Jesienią 1299 roku z rąk chana Złotej Ordy Toktaja zginął chan Nogaj. Jego syn Czaka, na czele wiernych sobie oddziałów, wraz z synem Jerzego I Tertera, Teodorem Swetosławem, będącym zakładnikiem tatarskim, zbiegli w granice Bułgarii. Regenci, carowa wdowa i Eltimir nie byli w stanie stawić im oporu. Teodor Swetosław skłonił bojarów tyrnowskich do obrania Czaki carem.
Iwan IV i jego dwór schronili się w dobrach Eltimira, gdzie przebywali nadal po objęciu władzy w 1300 roku przez bratanka Eltimira, Teodora Swetosława. W 1305 roku matka Iwana prowadziła w Konstantynopolu rozmowy z rządem bizantyńskim z ramienia syna lub Eltimira. Klęska zadana w tym samym roku Eltimirowi przez Teodora Swetosława położyła im jednak kres. Dalsze jej losy są nieznane.
Iwan IV spędził resztę życia na wygnaniu w Bizancjum jako Jan Komnen Dukas Angelos Branas Paleolog. Zmarł jako mnich około 1330 roku.